# Црна Гора на Светском првенству у атлетици на отвореном 2015.
Црна Гора је на Светском првенству у атлетици на отвореном 2015. одржаном у Пекингу од 22. до 30. августа. учествовала пети пут као самостална земља, са једним атлетичарем који се такмичио у трчању на 200 метара..
На овом првенству Црна Гора није освојила ниједну медаљу, нити је постигнут неки рекорд.

## Резултати

### Мушкарци
| Атлетичар  | Дисциплина | Лични рекорд | Квалификације | Квалификације | Полуфинале       | Полуфинале       | Финале           | Финале       | Детаљи |
| Атлетичар  | Дисциплина | Лични рекорд | Резултат      | Место         | Резултат         | Место            | Резултат         | Место        | Детаљи |
| ---------- | ---------- | ------------ | ------------- | ------------- | ---------------- | ---------------- | ---------------- | ------------ | ------ |
| Лука Ракић | 200 м      | 21,44 НР     | 21,86         | 8. у гр. 2    | Није се пласирао | Није се пласирао | Није се пласирао | 50 / 54 (60) |        |